# Katedralen i Oxford

Katedralen i Oxford (engelska: Christ Church Cathedral) är katedral i Oxfords stift inom Engelska kyrkan, ett stift grundat 1546, vilket inkluderar staden Oxford, England, och omgivande landskap så långt norrut som till Banbury. Det är också kapell för Christ Church College, det största i Oxfords universitet. Christ Church Cathedral hävdas ofta vara den minsta katedralen i England.[källa behövs]
Filosofen och biskopen George Berkeley ligger begravd här.